# Ahmed Barada
Ahmed Barada (* 25. April 1977 in Kairo) ist ein ehemaliger ägyptischer Squashspieler. Im Jahr 1999 wurde er Vizeweltmeister im Einzel und Weltmeister mit der Mannschaft.

## Karriere
Ahmed Barada wurde 1994 Junioren-Weltmeister, nachdem er in fünf Sätzen gegen seinen Landsmann Omar Elborolossy gewann. Seine größten Erfolge feierte er in der Saison 1999, als er das Finale der Super Series gegen Peter Nicol verlor. Außerdem stand er im Finale der Weltmeisterschaft, das er ebenfalls gegen Peter Nicol vor heimischer Kulisse in Kairo mit 15:9, 15:13 und 15:11 verlor. Mit der ägyptischen Nationalmannschaft wurde er nach einem Finalsieg über Wales Weltmeister. Seine beste Platzierung in der Weltrangliste war Rang zwei im Dezember 1998. Bei den World Games 1997 in Lahti gewann er die Goldmedaille vor Derek Ryan aus Irland.
Im Jahr 2000 wurde Ahmed Barada von einem unbekannten Täter vor seinem Haus in Kairo niedergestochen. Nachdem er sich von dieser Verletzung erholt hatte, kam es nur zu einem kurzen Comeback. Im August 2001 verkündete Ahmed Barada seinen Rücktritt vom Profisquash.
Ahmed Barada ist nun als professioneller Sänger tätig.

## Erfolge
- Vizeweltmeister: 1999
- Weltmeister mit der Mannschaft: 1999
- Gewonnene PSA-Titel: 6
- World Games: Gold 1997